# Karel Reisz
Karel Reisz (Ostrava, 21 luglio 1926 – Londra, 25 novembre 2002) è stato un regista e critico cinematografico cecoslovacco naturalizzato britannico, uno dei principali esponenti del Free cinema degli anni cinquanta e sessanta, insieme a Lindsay Anderson e Tony Richardson.
In circa trentacinque anni di carriera, divisa tra una prima fase britannica (anni cinquanta e sessanta) ed una seconda americana (anni settanta e ottanta), ha diretto nove lungometraggi, fra i quali spiccano l'esordio Sabato sera, domenica mattina (1960), la sfrenata commedia Morgan matto da legare (1966) e il raffinato melodramma La donna del tenente francese (1981).

## Biografia

### Origini e formazione
Reisz nacque ad Ostrava, nell'allora Cecoslovacchia (attualmente in Repubblica Ceca), il 21 luglio del 1926 in un'agiata famiglia ebraica. A seguito dell'occupazione nazista della Cecoslovacchia, nel 1938, prima dello scoppio della seconda guerra mondiale, il padre avvocato lo mise in salvo in Gran Bretagna, assieme al fratello maggiore Paul, durante l'operazione conosciuta come Kindertransport (iniziativa umanitaria del governo britannico atta a mettere in salvo i bambini ebrei di quei territori mitteleuropei finiti sotto il giogo nazista). Si rivelerà una decisione lungimirante, perché l'intera famiglia rimarrà vittima della Shoah, con i genitori che periranno ad Auschwitz.
Giunto in Inghilterra senza aver alcuna conoscenza della lingua inglese, finì comunque per integrarsi all'interno della società britannica, perdendo il proprio accento ceco in tempo relativamente breve. Dopo aver compiuto i propri studi presso la scuola quacchera di Leighton Park, a Reading, appena diciottenne si arruolò nella Royal Air Force, ma non partecipò ai combattimenti.
Dopo un breve ritorno nella patria d'origine, si stabilì di nuovo nella patria di adozione, dove compì studi di scienze all'Emmanuel College di Cambridge e dal 1947 al 1949 insegnò alla Grammar School di Marylebone.

### Anni cinquanta e sessanta: il Free Cinema
Nel dopoguerra cominciò anche a scrivere di cinema. Sulle pagine della rivista dell'Università di Oxford Sequence, pubblicata dal 1946 al 1952, di cui fu redattore insieme a Lindsay Anderson e Gavin Lambert, veniva teorizzato un cinema realistico, dal basso, in opposizione al cinema britannico esistente all'epoca e in sintonia con analoghe istanze sollevate dai giovani drammaturghi e romanzieri. Dal 1952 al 1958 collaborò con la prestigiosa rivista del British Film Institute Sight and Sound.
Fra il 1952 e il 1955 diresse la programmazione del National Film Theatre, un incarico che diede i suoi frutti con la pubblicazione, nel 1953, del notevole La tecnica del montaggio cinematografico (The Technique of Film Editing, Focal Press, Londra), un testo fondamentale, frutto dell'analisi empirica di innumerevoli film alla moviola, utilizzato fra gli altri da Truffaut e Resnais.
Nel 1955, grazie al supporto dell'Experimental Film Fund del British Film Institute, Reisz e Richardson girarono il cortometraggio Momma Don't Allow e l'italiana Lorenza Mazzetti il mediometraggio Together. Lindsay Anderson, che aveva girato nel 1953 il corto O Dreamland, mai proiettato, e stava aiutando Mazzetti a montare il proprio film, propose di presentarli insieme in un programma speciale con il titolo complessivo "Free cinema", accompagnato da un breve "manifesto", poco più di un biglietto di presentazione, firmato dai quattro registi, un'efficace trovata per attirare l'attenzione della stampa.
Le tre brevi opere furono proiettate dal 5 all'8 febbraio 1956 al National Film Theatre: in modo del tutto casuale, ebbe così origine il movimento del Free cinema, che affermava una nuova libertà poetica unita ad una rinnovata sensibilità sociale, definiva il regista come osservatore e commentatore della società contemporanea, proponeva un'arte politicamente impegnata ed espressione personale, che richiedeva l'impegno dell'autore in tutte le fasi della lavorazione dell'opera e l'utilizzo di nuove forme produttive e tecniche cinematografiche, fuori dagli schemi tradizionali.
Grazie ad alcuni film pubblicitari diretti per l'industria automobilistica Ford, nel 1958 Reisz poté produrre una serie di documentari, Look at Britain, il primo dei quali, Every Day Except Christmas, fu diretto da Anderson, mentre il successivo We Are the Lambeth Boys, sui giovani di un quartiere popolare, lo diresse in prima persona.
Nel 1960 esordì nel lungometraggio e nel cinema di finzione con Sabato sera, domenica mattina, dall'omonimo romanzo di Alan Sillitoe, interpretato da Albert Finney. Il film, che si manteneva in linea con le precedenti esperienze documentaristiche per il realismo di ambienti e messinscena e per il tema del contrasto tra l'alienante lavoro quotidiano e l'evasione festiva, ottenne un grande successo non solo di critica, ma anche di pubblico.
L'esordio di Reisz, insieme a quello precedente, nel 1958, di Tony Richardson, I giovani arrabbiati, dal dramma teatrale Ricorda con rabbia di John Osborne, segnarono la rivelazione al grande pubblico dell'esistenza di un nuovo, vitale movimento cinematografico, e ne costituirono in concreto il "manifesto".
Nel 1963 giunse il momento di cimentarsi nel lungometraggio anche per il terzo elemento del trio di punta del Free cinema, Lindsay Anderson. Così come Richardson aveva prodotto il suo Sabato sera, domenica mattina, Reisz produsse l'esordio di Anderson, Io sono un campione.
Per la sua opera seconda, Reisz sviluppò con Albert Finney un progetto sul bandito australiano del XIX secolo Ned Kelly, per il quale i due compirono anche lunghi sopralluoghi in Australia, ma che si rivelò troppo oneroso e non venne realizzato. Sarà invece Tony Richardson del tutto autonomamente a girarne una propria versione nel 1969, con la rockstar Mick Jagger nel ruolo del protagonista.
Accantonato il precedente, ambizioso progetto, Reisz diresse La doppia vita di Dan Craig, da una commedia di Emlyn Williams, già adattata per il cinema nel 1937, nel quale Finney interpretò, con qualche eccesso di gigioneria, un affascinante e simpatico assassino, nella quieta campagna inglese.
Il successivo Morgan matto da legare (1966), nel quale l'eccentricità dei protagonisti dei film precedenti sfociò nella manifesta pazzia, rappresentò la «soglia di saturazione dell'esplicito», il culmine dell'anarchia nei contenuti e nello stile del cinema di Reisz. Il film venne presentato in concorso al 19º Festival di Cannes, dove Vanessa Redgrave vinse il premio per la migliore interpretazione femminile.
La Redgrave fu protagonista anche di Isadora (1968), biografia della ballerina Isadora Duncan, un ruolo grazie al quale vinse nuovamente il premio come miglior attrice a Cannes. Il film, mutilato di quasi cinquanta minuti dalla produzione Universal, a danno della struttura su due piani temporali, fu un notevole insuccesso, che sprofondò Reisz in un lungo periodo di inattività.
Lavorò alla trasposizione cinematografica di due opere letterarie, Un ingenuo e sentimentale amante (1971) di John le Carré e La condizione umana (1933) di André Malraux, ma entrambi i progetti rimasero irrealizzati.
Nel 1973 venne coinvolto dall'amico Melvyn Bragg in una serie della BBC tratta dalle opere di Čechov, per cui diresse l'episodio basato sull'atto unico Sulla via maestra (1885).

### Anni settanta e ottanta: Hollywood
Negli anni settanta Reisz diresse due soli film, non più in Gran Bretagna ma negli Stati Uniti.
Il primo fu 40.000 dollari per non morire (1974), la disperata storia di un giocatore d'azzardo, interpretato da James Caan, il secondo fu l'altrettanto disperato Guerrieri dell'inferno (1978), con Nick Nolte reduce del Vietnam coinvolto in una vicenda di droga dall'esito tragico. In entrambi i casi, Reisz fu costretto a lunghi confronti, fra prove di forza e compromessi, con gli autori dei testi, nel primo con lo sceneggiatore e futuro regista James Toback, nel secondo con Robert Stone, autore del romanzo Dog Soldiers alla base del film.
Guerrieri dell'inferno fu il miglior film del suo periodo americano, ma fu il successivo La donna del tenente francese (1981), melodramma letterario tratto dall'omonimo romanzo di John Fowles e sceneggiato da Harold Pinter, fotografato dal vecchio amico Freddie Francis, interpretato dalla già celebre Meryl Streep e dal quasi esordiente Jeremy Irons impegnati in doppi ruoli, a raggiungere il grande successo internazionale.
Fowles aveva proposto il romanzo a Reisz fin dai tempi delle riprese di Isadora, ritenendo la Redgrave perfetta per il ruolo della protagonista, ma il progetto all'epoca non si concretizzò, per le conseguenze dell'insuccesso di quel film. Nel corso degli anni il romanzo passò per le mani di numerosi registi, per tornare infine nel 1978 di nuovo al primo destinatario, stavolta pronto a portare avanti il progetto, con il coinvolgimento di Pinter.
Reisz tornò poi al film biografico con Sweet Dreams (1985), storia della breve vita della star della musica country Patsy Cline, morta a soli trentun anni in un incidente aereo, interpretata da Jessica Lange, candidata all'Oscar per questo ruolo. Per conoscere la provincia sudista americana, il regista ceco-britannico trascorse ben sei mesi nel Tennessee prima di cominciare le riprese.
L'ultimo film girato fu Alla ricerca dell'assassino (1990), inverosimile intreccio giallo sceneggiato da Arthur Miller a partire da un suo testo teatrale. In seguito Reisz tornò a Londra, dove si dedicò al teatro.
Il suo ultimo lavoro fu il cortometraggio Act Without Words I (2000), parte di un progetto televisivo su Samuel Beckett.

### Vita privata
Reisz si sposò due volte. Dalla prima moglie, Julia Coppard, ebbe tre figli. Nel 1963 sposò l'attrice Betsy Blair, in precedenza moglie di Gene Kelly, con cui rimase fino alla morte.

## Riconoscimenti
Sabato sera, domenica mattina è stato indicato al 14º posto della lista dei cento migliori film britannici del XX secolo stilata nel 1999 dal British Film Institute.

## Sight & Sound: la Top Ten di Reisz
La rivista Sight & Sound ha reso noto sul numero di settembre 2002 il risultato del sondaggio compiuto con cadenza decennale fra critici cinematografici e registi per stilare una lista dei miglior film di tutti i tempi. Questa la Top Ten di Karel Reisz:
1. Il fascino discreto della borghesia di Luis Buñuel
2. La terra di Aleksandr Dovženko
3. Fires Were Started di Humphrey Jennings
4. Lady Eva di Preston Sturges
5. Nashville di Robert Altman
6. Toro scatenato di Martin Scorsese
7. La regola del gioco di Jean Renoir
8. L'altro uomo di Alfred Hitchcock
9. I sacrificati di Bataan di John Ford
10. Viaggio a Tokyo Yasujirō Ozu

Due di questi film, Toro scatenato e La regola del gioco, sono presenti nella Top Ten generale dei registi, due, La regola del gioco e Viaggio a Tokyo, nella Top Ten generale dei critici.

## Filmografia

### Lungometraggi
- Sabato sera, domenica mattina (Saturday Night and Sunday Morning) (1960)
- La doppia vita di Dan Craig (Night Must Fall) (1964)
- Morgan matto da legare (Morgan: A Suitable Case for Treatment) (1966)
- Isadora (Isadora) (1968)
- 40.000 dollari per non morire (The Gambler) (1974)
- Guerrieri dell'inferno (Who'll Stop the Rain) (1978)
- La donna del tenente francese (The French Lieutenant's Woman) (1981)
- Sweet Dreams (Sweet Dreams) (1985)
- Alla ricerca dell'assassino (Everybody Wins) (1990)

### Cortometraggi
- Momma Don't Allow (1956)
- We Are the Lambeth Boys (1959)
- March to Aldermaston, co-regia di Lindsay Anderson (1959) - documentario

### Televisione
- Adventure Story (1961) - episodi The reef, Only one hope, The gunslinger, The switch, Captured! e One more chance
- Full House (1973) - episodio On the high road
- Performance (1994) - episodio The deep blue sea
- Act Without Words I (2000)

## Saggi
- La tecnica del montaggio cinematografico (The Technique of Film Editing) (1953) Edizioni italiane: SugarCo 1991 ISBN 88-7198-114-6. Lindau 2001 ISBN 88-7180-331-0